# 화상통화

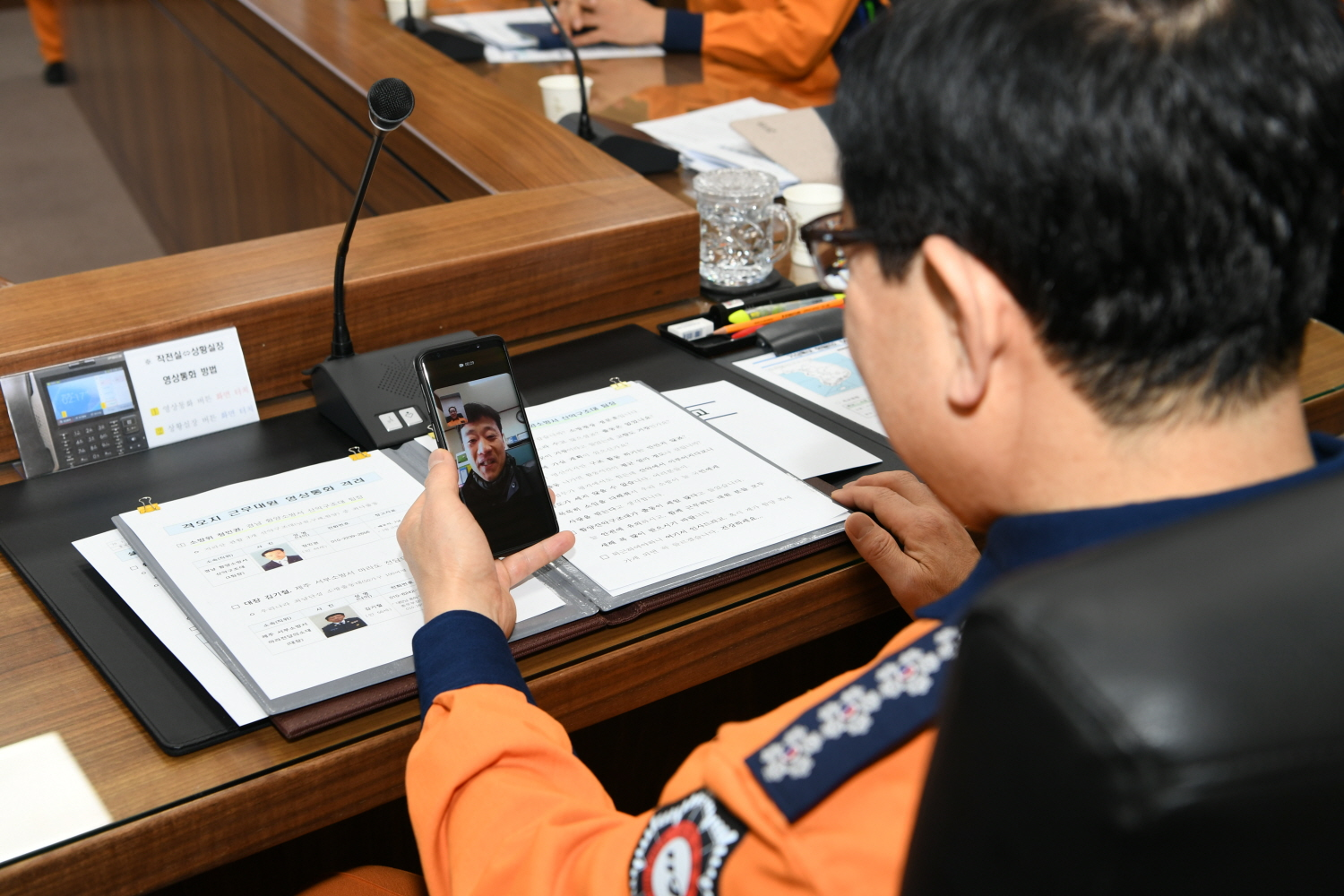
2019년 소방청장 정문호 설 명절 마라도 전담의용소방대장 등 격려 영상통화

화상 통화(畫像通話, 영어: videotelephony)는 상대방과 통화를 할 때 휴대폰 화면으로 서로의 얼굴을 보면서 통화하는 것이다. 비디오폰은 비디오 디스플레이가있는 전화기로, 사람들과 실시간으로 통신하기 위해 비디오 및 오디오를 동시에 할 수 있다. 화상 회의는 화상 회의에서 개인이 아닌 그룹 또는 조직 회의에 이 기술을 사용하는 것을 의미한다. 텔레프레즌스는 고품질 비디오시스템 (목표는 원격 참가자가 같은 방에 있다는 환상을 만드는 것이 목표임) 또는 비디오를 넘어 로봇 공학으로 넘어가는 기술 (예 : 방을 돌아 다니거나 물리적으로 조작하는 것)을 의미 할 수 있다 화상 회의는 "시각적 협업"이라고도하며 일종의 그룹웨어이다. 또한 최근에는 코로나19와 관련된 이슈로 인해 귀향길을 올 수 없게 하는 지자체의 지침을 정부와 국회의 설득에 따라 결정하는 대신, 택배 선물로 대신하는 것과 더불어, 안부 인사를 화상 통화로 전향되는 사례가 계속 늘어난다는 KBS 뉴스 등의 보도에 따라 결정되었다.

## 같이 보기
- 비디오컨퍼런싱(화상 회의)
- 웹컨퍼런싱
- 영상전화(일종의 비디오폰)